# Famille von Lüttichau
La famille von Lüttichau est une famille de la noblesse immémoriale de l'ancien margraviat de Misnie. Les variantes de son nom sont: Lütig, Lüttich, Lütiche, Lutchaw, Lütchau et enfin Lütichau.

## Histoire

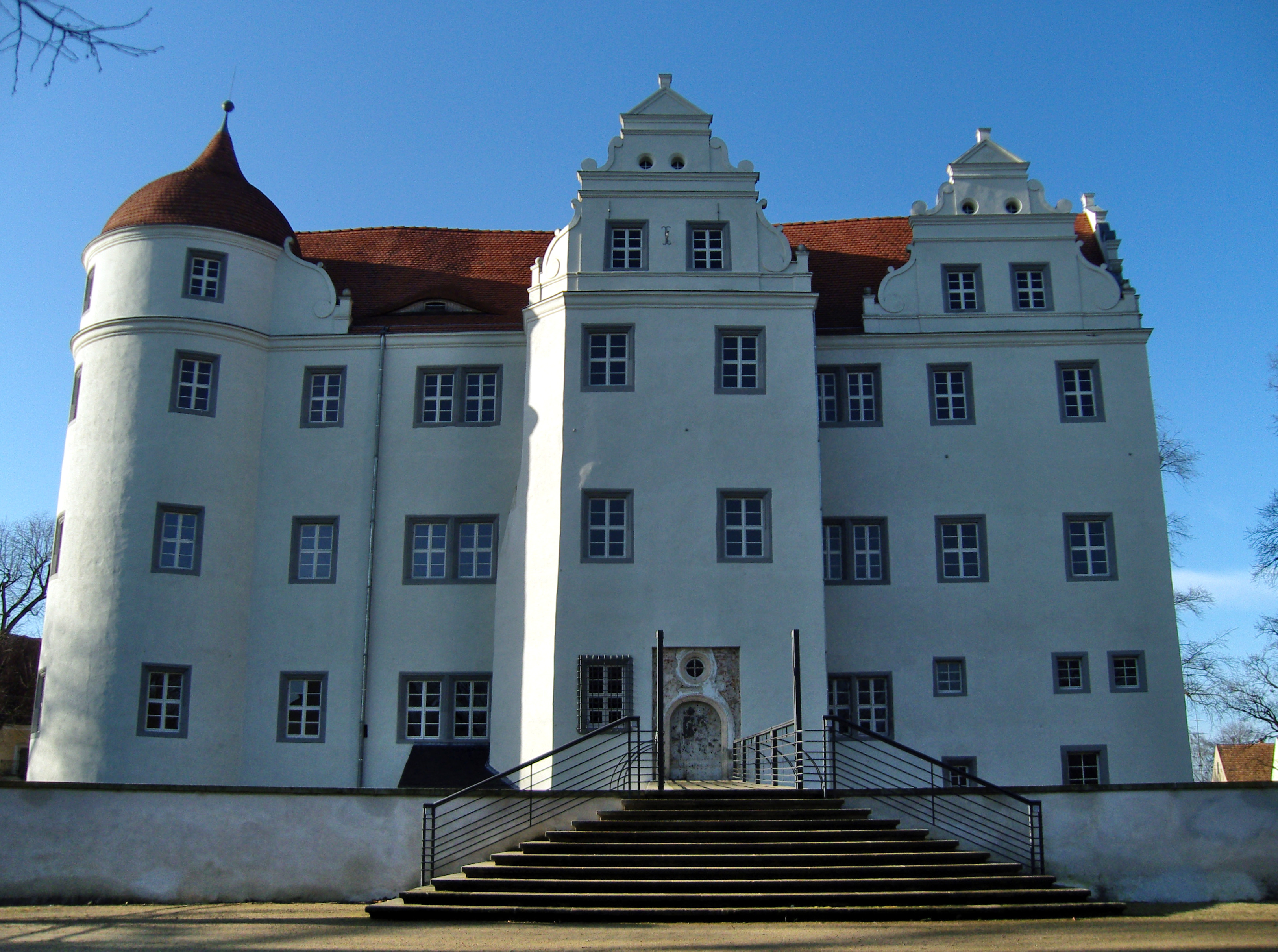
Vue du château de Großkmehlen

Un certain Heinrich von Lutchau est mentionné en 1355. Il est propriétaire de la forêt du Schraden (au nord de Dresde), près d'Ortrand. La famille est divisée en différentes branches:
- Branche aînée de Kmehlen qui obtient le titre de baron de l'Autriche en 1865 avec Rüdolf von Lüttichau, membre de la garde impériale des cuirassés d'acier (Arcièren-Leibgarde).
- Branche cadette de Kmehlen qui obtient le titre de comte du Saint-Empire romain germanique en 1769 pour Ludwig Gottlob von Lüttichau, chambellan à la cour de l'électeur de Saxe. Titre reconnu aussi en Saxe.
- Branche aînée de Tjele à qui est reconnue le rang de noblesse du royaume de Danemark le 25 janvier 1887 pour Christian von Lüttichau (il est seigneur des domaines de Tjele, près de Viborg), et pour son frère Helmuth von Lüttichau (seigneur de Viskum), futur ministre des finances, ainsi que pour Ulysses von Lüttichau, ingénieur, et leurs descendants.
- Branche cadette de Tjele à qui est reconnue le titre de comte, le 24 novembre 1791 à Vienne pour Christian Friedrich von Lüttichau, conseiller secret du duché de Brunswick-Lunebourg.
- Branche d'Ulbersdorf à qui est reconnu le titre de baron du royaume de Saxe en 1877 pour Kurt von Lüttichau, chambellan et conseiller de légation à la cour de Dresde.

## Personnalités
- Wolf von Lüttichau (1565-1639), conseiller secret
- Wolf Siegfried von Lüttichau de Zschorna et Basslitz (1610-1671), conseiller de l'empereur, conseiller secret et chambellan de l'électeur de Saxe
- Comte Christian Friedrich von Lüttichau (1748-1805), chambellan et conseiller d'État du Brunswick
- Wolf Adolf August von Lüttichau (1785-1863), directeur de théâtre, époux d'Ida von Lüttichau, née von Knobelsdorff
- Theodor von Lüttichau (de) (1795-1867), général prussien
- Ida von Lüttichau, née von Knobelsdorff (1798-1856), femme de lettres du cercle de Ludwig Tieck
- Lothar Eugen von Lüttichau zu Gamig und Meuscha (1822-1910), chambellan du roi de Saxe
- Comte Siegfried von Lüttichau (1877-1965), théologien luthérien
- Comte Hans Heinrich von Lüttichau (né en 1945), major
- Mario Andreas Ferdinand von Lüttichau (né en 1952), historien d'art